# Campeonato Africano de Balonmano Masculino de 2020
El Campeonato Africano de Balonmano Masculino de 2020 fue 24.ª edición del Campeonato Africano de Balonmano Masculino. Tuvo lugar del 16 de enero de 2020 al 26 de enero, y sirvió de clasificación para el Campeonato Mundial de Balonmano Masculino de 2021 y para los Juegos Olímpicos de Tokio 2020.
La selección de balonmano de Egipto se llevó el título tras vencer a Túnez en la final por 27-22.

## Grupos
El sorteo de la fase de grupos se llevó a cabo el 19 de octubre de 2019 y deparó los siguientes emparejamientos:
| Grupo A                         | Grupo B | Grupo C         | Grupo D             |
| ------------------------------- | ------- | --------------- | ------------------- |
| Egipto                          | Angola  | Túnez           | Argelia             |
| República Democrática del Congo | Gabón   | Cabo Verde      | Marruecos           |
| Guinea                          | Nigeria | Camerún         | República del Congo |
| Kenia                           | Libia   | Costa de Marfil | Zambia              |

## Primera fase

### Grupo A
| Equipo      | J | G | E | P | GF  | GC | DG  | PTS |
| ----------- | - | - | - | - | --- | -- | --- | --- |
| Egipto      | 3 | 3 | 0 | 0 | 111 | 60 | +51 | 6   |
| R. D. Congo | 3 | 2 | 0 | 1 | 57  | 53 | +4  | 4   |
| Guinea      | 3 | 1 | 0 | 2 | 73  | 84 | -11 | 2   |
| Kenia       | 3 | 0 | 0 | 3 | 36  | 80 | -44 | 0   |

- Resultados

| Fecha | Hora  | Partido     | Partido | Partido     | Resultado |
| ----- | ----- | ----------- | ------- | ----------- | --------- |
| 16.01 | 12:00 | R. D. Congo | -       | Kenia       | 10-0      |
| 16.01 | 12:00 | Egipto      | -       | Guinea      | 39-22     |
| 17.01 | 12:00 | Kenia       | -       | Egipto      | 19-44     |
| 17.01 | 16:00 | Guinea      | -       | R. D. Congo | 25-28     |
| 19.01 | 12:00 | Guinea      | -       | Kenia       | 26-17     |
| 19.01 | 18:00 | Egipto      | -       | R. D. Congo | 28-19     |

### Grupo B
| Equipo  | J | G | E | P | GF | GC | DG  | PTS |
| ------- | - | - | - | - | -- | -- | --- | --- |
| Angola  | 3 | 3 | 0 | 0 | 81 | 69 | +12 | 6   |
| Gabón   | 3 | 1 | 1 | 1 | 74 | 77 | -3  | 3   |
| Nigeria | 3 | 1 | 0 | 2 | 79 | 80 | -1  | 2   |
| Libia   | 3 | 0 | 1 | 2 | 65 | 73 | -8  | 1   |

- Resultados

| Fecha | Hora  | Partido | Partido | Partido | Resultado |
| ----- | ----- | ------- | ------- | ------- | --------- |
| 16.01 | 12:00 | Angola  | -       | Nigeria | 30-24     |
| 16.01 | 14:00 | Gabón   | -       | Libia   | 22-22     |
| 17.01 | 14:00 | Libia   | -       | Angola  | 19-20     |
| 17.01 | 18:00 | Nigeria | -       | Gabón   | 24-26     |
| 19.01 | 16:00 | Angola  | -       | Gabón   | 31-26     |
| 19.01 | 16:00 | Nigeria | -       | Libia   | 31-24     |

### Grupo C
| Equipo          | J | G | E | P | GF  | GC  | DG  | PTS |
| --------------- | - | - | - | - | --- | --- | --- | --- |
| Túnez           | 3 | 3 | 0 | 0 | 122 | 66  | +56 | 6   |
| Cabo Verde      | 3 | 2 | 0 | 1 | 72  | 78  | -6  | 4   |
| Camerún         | 3 | 1 | 0 | 2 | 68  | 82  | -14 | 2   |
| Costa de Marfil | 3 | 0 | 0 | 3 | 69  | 105 | -36 | 0   |

- Resultados

| Fecha | Hora  | Partido         | Partido | Partido         | Resultado |
| ----- | ----- | --------------- | ------- | --------------- | --------- |
| 16.01 | 10:00 | Costa de Marfil | -       | Camerún         | 19-28     |
| 16.01 | 18:30 | Túnez           | -       | Cabo Verde      | 33-21     |
| 17.01 | 14:00 | Camerún         | -       | Cabo Verde      | 19-22     |
| 17.01 | 18:00 | Túnez           | -       | Costa de Marfil | 48-24     |
| 19.01 | 14:00 | Costa de Marfil | -       | Cabo Verde      | 26-29     |
| 19.01 | 18:00 | Túnez           | -       | Camerún         | 41-21     |

### Grupo D
| Equipo              | J | G | E | P | GF  | GC  | DG  | PTS |
| ------------------- | - | - | - | - | --- | --- | --- | --- |
| Argelia             | 3 | 3 | 0 | 0 | 98  | 64  | +34 | 6   |
| Marruecos           | 3 | 2 | 0 | 1 | 103 | 70  | +33 | 4   |
| República del Congo | 3 | 1 | 0 | 2 | 87  | 82  | +5  | 2   |
| Zambia              | 3 | 0 | 0 | 3 | 38  | 110 | -72 | 0   |

- Resultados

| Fecha | Hora  | Partido             | Partido | Partido             | Resultado |
| ----- | ----- | ------------------- | ------- | ------------------- | --------- |
| 16.01 | 10:00 | Marruecos           | -       | República del Congo | 34-25     |
| 16.01 | 10:00 | Argelia             | -       | Zambia              | 34-9      |
| 17.01 | 12:00 | Zambia              | -       | Marruecos           | 12-39     |
| 17.01 | 16:00 | República del Congo | -       | Argelia             | 25-31     |
| 19.01 | 12:00 | República del Congo | -       | Zambia              | 37-17     |
| 19.01 | 14:00 | Marruecos           | -       | Argelia             | 30-33     |

## Ronda principal

### Grupo I
| Equipo      | J | G | E | P | GF | GC | DG  | PTS |
| ----------- | - | - | - | - | -- | -- | --- | --- |
| Egipto      | 3 | 3 | 0 | 0 | 97 | 62 | +35 | 6   |
| Angola      | 3 | 2 | 0 | 1 | 87 | 84 | +3  | 4   |
| R. D. Congo | 3 | 1 | 0 | 2 | 76 | 76 | 0   | 2   |
| Gabón       | 3 | 0 | 0 | 3 | 61 | 99 | -38 | 0   |

- Resultados

| Fecha | Hora  | Partido    | Partido | Partido    | Resultado |
| ----- | ----- | ---------- | ------- | ---------- | --------- |
| 20.01 | 12:00 | Egipto     | -       | Gabón      | 36-17     |
| 20.01 | 14:00 | Angola     | -       | R. D Congo | 30-25     |
| 22.01 | 12:00 | R. D Congo | -       | Gabón      | 32-18     |
| 22.01 | 16:00 | Egipto     | -       | Angola     | 33-26     |

### Grupo II
| Equipo     | J | G | E | P | GF | GC | DG  | PTS |
| ---------- | - | - | - | - | -- | -- | --- | --- |
| Túnez      | 3 | 3 | 0 | 0 | 90 | 67 | +23 | 6   |
| Argelia    | 3 | 2 | 0 | 1 | 80 | 79 | +1  | 4   |
| Marruecos  | 3 | 1 | 0 | 2 | 85 | 89 | -4  | 2   |
| Cabo Verde | 3 | 0 | 0 | 3 | 69 | 89 | -20 | 0   |

- Resultados

| Fecha | Hora  | Partido    | Partido | Partido   | Resultado |
| ----- | ----- | ---------- | ------- | --------- | --------- |
| 20.01 | 16:00 | Cabo Verde | -       | Argelia   | 23-25     |
| 20.01 | 18:00 | Túnez      | -       | Marruecos | 31-24     |
| 22.01 | 14:00 | Cabo Verde | -       | Marruecos | 25-31     |
| 22.01 | 18:00 | Túnez      | -       | Argelia   | 26-22     |

## Fase final

### Quinto puesto
|  | Semifinales | Semifinales |             |    | 5º puesto | 5º puesto |
|  |             |             |             |    |           |           |
|  | 24 de enero |             |             |    |           |           |
|  |             |             |             |    |           |           |
|  | R. D. Congo | 30          |             |    |           |           |
|  | R. D. Congo | 30          | 25 de enero |    |           |           |
|  | Cabo Verde  | 32          |             |    |           |           |
|  | Cabo Verde  | 32          | Cabo Verde  | 37 |           |           |
|  | 24 de enero |             | Cabo Verde  | 37 |           |           |
|  |             | Marruecos   | 28          |    |           |           |
|  | Marruecos   | Marruecos   | 28          | 31 |           |           |
|  | Marruecos   |             |             | 31 |           |           |
|  | Gabón       | 27          |             |    |           |           |
|  | Gabón       | 27          | 7º Puesto   |    |           |           |
|  |             |             |             |    |           |           |
|  | 25 de enero |             |             |    |           |           |
|  |             |             |             |    |           |           |
|  | R. D. Congo | 30          |             |    |           |           |
|  | R. D. Congo | 30          |             |    |           |           |
|  | Gabón       | 26          |             |    |           |           |

### Semifinales y final
|  | Semifinales | Semifinales |             |    | Final | Final |
|  |             |             |             |    |       |       |
|  | 24 de enero |             |             |    |       |       |
|  |             |             |             |    |       |       |
|  | Egipto      | 30          |             |    |       |       |
|  | Egipto      | 30          | 26 de enero |    |       |       |
|  | Argelia     | 27          |             |    |       |       |
|  | Argelia     | 27          | Egipto      | 27 |       |       |
|  | 24 de enero |             | Egipto      | 27 |       |       |
|  |             | Túnez       | 22          |    |       |       |
|  | Túnez       | Túnez       | 22          | 39 |       |       |
|  | Túnez       |             |             | 39 |       |       |
|  | Angola      | 23          |             |    |       |       |
|  | Angola      | 23          | 3ª plaza    |    |       |       |
|  |             |             |             |    |       |       |
|  | 26 de enero |             |             |    |       |       |
|  |             |             |             |    |       |       |
|  | Argelia     | 37          |             |    |       |       |
|  | Argelia     | 37          |             |    |       |       |
|  | Angola      | 27          |             |    |       |       |

| Campeonato Africano 2020 |
| ------------------------ |
|                          |
| Egipto 7.o Título        |

## Clasificación general
| Posición | Equipo              |
| -------- | ------------------- |
|          | Egipto CM + JJOO    |
|          | Túnez CM            |
|          | Argelia CM          |
| 4        | Angola CM           |
| 5        | Cabo Verde CM       |
| 6        | Marruecos CM        |
| 7        | R. D. Congo CM      |
| 8        | Gabón               |
| 9        | República del Congo |
| 10       | Guinea              |
| 11       | Nigeria             |
| 12       | Camerún             |
| 13       | Libia               |
| 14       | Costa de Marfil     |
| 15       | Kenia               |
| 16       | Zambia              |